# Большой Трианон
Большой Трианон (фр. Le Grand Trianon), прежде Мраморный Трианон — дворец во Франции на территории Версальского парка, сооружение которого король Людовик XIV поручил в 1687 году своему первому архитектору Жюлю Ардуэн-Мансару. Стены дворца снаружи облицованы розовым мрамором, откуда и произошло его изначальное название «Мраморный Трианон», подчёркивая различие с дворцовым павильоном «Фарфоровый Трианон», который находился на этом месте с 1670 по 1687 год.
В дворцово-парковый ансамбль «Большой Трианон» входит дворец, большой двор и садово-парковый комплекс с водоёмами. При въезде в комплекс открывается большой двор, курдонёр (от фр. cour d'honneur), который окаймляется зданием, состоящим из двух крыльев, связанных между собой крытой галереей с колоннами, носящей название «Перистиль». Правое крыло продолжено другим, перпендикулярным к нему крылом, «Лесным флигелем Трианона». Задний фасад дворца выходит в регулярный парк с бассейнами.
Возведение Большого Трианона ознаменовало собой появление нового типа зданий: maison de plaisance, места, где монарх может, уже в силу размеров сооружения, отдохнуть от строгостей дворцового этикета в кругу немногочисленных приближённых. В разное время дворец Большого Трианона служил местом жительства или гостевой резиденцией для членов королевской семьи Франции и других стран, в числе которых были Людовик XIV, Пётр I а также Мария Лещинская, супруга короля Людовика XV. Впоследствии в этом дворце размещались Президент Франции Шарль де Голль, а также главы зарубежных государств, посещавших Францию с официальными визитами, к примеру, Президент США Ричард Никсон в 1969 году, королева Великобритании Елизавета II в 1972 году, Генеральный секретарь ЦК КПСС Михаил Горбачёв в 1985 году и Президент России Борис Ельцин в 1992 году.
Дворцово-парковый ансамбль Большой Трианон вместе с Версальским дворцом и его владениями классифицирован как национальный исторический памятник в 1862 году, что впоследствии было подтверждено декретом от 31 октября 1906 года, а также, начиная с 1979 года, включён в число объектов Всемирного наследия ЮНЕСКО.
Дворцово-парковый ансамбль Большой Трианон в наши дни открыт для посещения широкой публики, поскольку является частью «Национального музея замка Версаль и Трианон».

## История

### Снос Фарфорового Трианона
В период с 1663 по 1665 год король Франции Людовик XIV купил земли, прилегавшие к версальским владениям на северо-западе от Версальского парка, на которых располагалось селение Трианон (упоминавшееся как Triarnum в папской булле 1163 года). Вследствие поэтапного расширения королевских угодий земли Трианона превратились в анклав.
Церковь и постройки Трианона быстро снесли и вскоре здесь разбили парк. Спустя два года, в 1670 году, король попросил своего архитектора Луи Лево составить проект небольшого шато, предназначенного для личного пользования Людовика. Лево, скончавшийся 11 октября того же года, оставил проект, который был завершён его дальним родственником Франсуа д’Орбэ, ставшим также его преемником в должности первого королевского архитектора. В 1672 году (менее чем за год) был построен первый дворец Трианон, получивший название «Фарфоровый Трианон», который просуществовал 15 лет. Как и практически все подобные сооружения в китайском стиле, Фарфоровый Трианон был далёк от собственно архитектуры Поднебесной: «экзотический» колорит в глазах европейцев придавала зданию облицовка его стен фаянсовыми плитками, фаянсовые вазы и декоративные элементы высокой мансардной кровли из позолоченного свинца.
Для связи Фарфорового Трианона со Зверинцем, расположенным в юго-восточной части Версальского парка, прорыли поперечный рукав канала, не предусмотренный первоначальным планом, после чего Большой канал приобрёл знаменитое крестообразное очертание.
Фаянс был весьма хрупок, из-за непогоды он очень быстро утратил свой вид и дворец, напоминавший также о закончившихся отношениях с мадам Монтеспан, вскоре перестал нравиться королю, который распорядился его разрушить в 1686 году, после визита Сиамского посольства. Людовик распорядился построить на этом месте новое здание, более просторное и совсем в ином стиле.

### Строительство Мраморного Трианона
На месте разрушенного Фарфорового Трианона был возведён новый дворец — Мраморный Трианон, с пилястрами из розового лангедокского и зелёного пиренейского мрамора, которые и дали название сооружению. Строительство было поручено Жюлю Ардуэн-Мансару, занимавшему должность первого королевского архитектора. Мансар разработал проект в июне—июле 1687 года. Король Людовик XIV считается де-факто автором всех архитектурных решений в Мраморном Трианоне; именно он отказался от высокого кровельного свода во французском стиле, предложенного Мансаром, выбрав плоскую крышу в итальянском стиле, без венчающей части, и даже дымовые трубы каминов не возвышались над кровлей, чтобы не нарушать подчёркнутую горизонталь объёмов. Таким образом, внешний облик нового дворца кардинально отличается от предшественника. Король также является автором идеи сделать открытыми центральные проёмы в «перистиле», крытой галерее из сдвоенных колонн, связывающей курдонёр с садом и облегчающей центр здания; чертежи перистиля разработал Робер де Кот.

У меня есть Версаль для моего двора, Марли для моих друзей и Трианон для меня самого.
Оригинальный текст (фр.)J'ai fait Versailles pour ma Cour, Marly pour mes amis et Trianon pour moi.
— Людовик XIV
Король регулярно посещал стройку нового дворца, где для него специально был разбит шатёр, откуда он управлял делами королевства, одновременно следя за продвижением строительных работ. Обращая внимание на мельчайшие детали и желая достичь идеала, на одном этапе король приказал разрушить уже возведённые стены, из-за того что они не соответствовали проекту. Сен-Симон писал, что король был единственным, кто заметил дефект оконного проёма, отличавшегося своим размером от остальных проёмов. Лувуа не согласился с этим, и тогда король попросил Андре Ленотра сделать точные замеры, которые подтвердили правоту Людовика. Лувуа принёс королю извинения,.
Безусловно, всё это не умаляет роль архитектора, создавшего эти фасады — символ сдержанной роскоши. Как и при реконструкции Версаля, Ардуэн-Мансар заменил прямоугольные проёмы арочными в пол для большей связи с садами, ввёл многочисленные пилястры и лопатки ионического ордера вместо рустовки Лево, завершив здание балюстрадой, первоначально украшенной декоративными вазами.
Стройка продвигалась очень быстро и 22 января 1688 года Людовик XIV уже смог устроить первый ужин на новом месте, хотя к этому времени строители успели закончить только каркас здания и несколько внутренних помещений. Большой Трианон или, как его тогда называли, Мраморный Трианон торжественно открыли летом 1688 года; церемонию возглавляли король Людовик XIV и его официальная фаворитка мадам Ментенон, чьей частной резиденцией стал Большой Трианон. Мадам Ментенон вспоминала о любви короля к Трианону: «У короля всегда в голове Трианон».

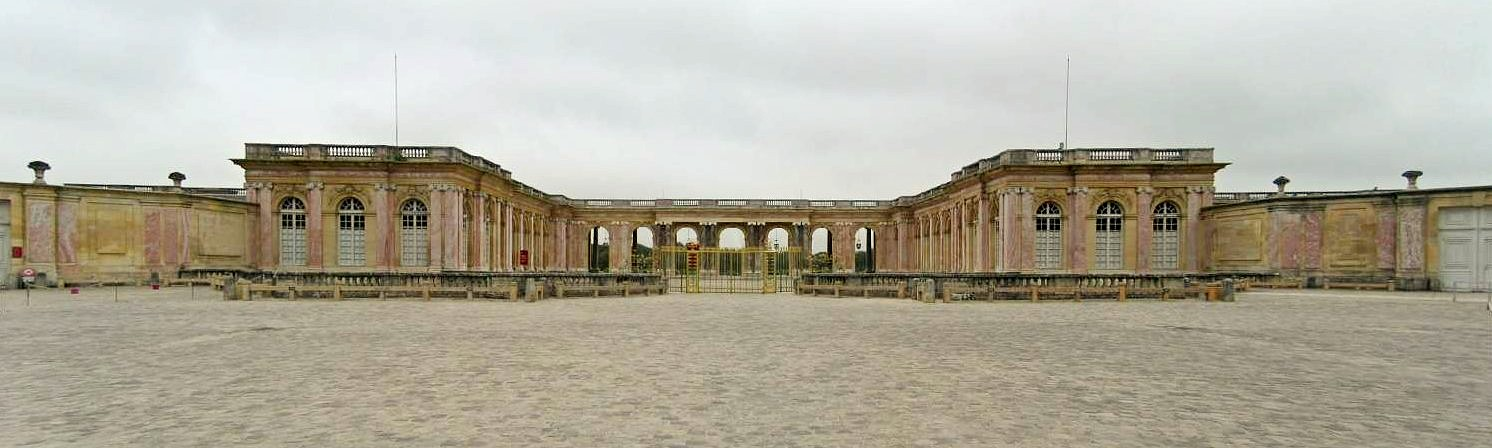
Южное и северное крыло Большого Трианона, связанные перистилем (вид со стороны курдонёра)

### Эпоха Людовика XIV
В первые годы после открытия Большого Трианона король посещал его только в дневные часы. И только после 11 июля 1691 года появилась возможность ночевать во дворце, который наконец закончили меблировать. Стены дворца снаружи были облицованы мрамором, но внутреннее оформление дворца было не столь роскошным из-за финансовых трудностей, поскольку королевство в тот период участвовало в войне Аугсбургской лиги. Взамен там разместили несколько тысяч горшечных цветов, которые меняли дважды в день по желанию жителей, а также чтобы обеспечить непрерывное цветение; по воспоминанию Ленотра, «никогда не видели засохших листьев и все ветви были усыпаны цветами». Для внутреннего оформления Большого Трианона в 1687 году было заказано 24 картины, из которых 21 полотно выполнил Жан Котелль; сейчас эти работы размещены в галерее Котелля.
В период с 1691 по 1705 годы внутреннюю планировку дворца поэтапно изменили. Если поначалу король занимал южную часть Трианона с видом на Большой канал, то в 1703 году он уступил эти помещения своему сыну, а сам переехал в северное крыло Трианона, поскольку там было прохладнее.

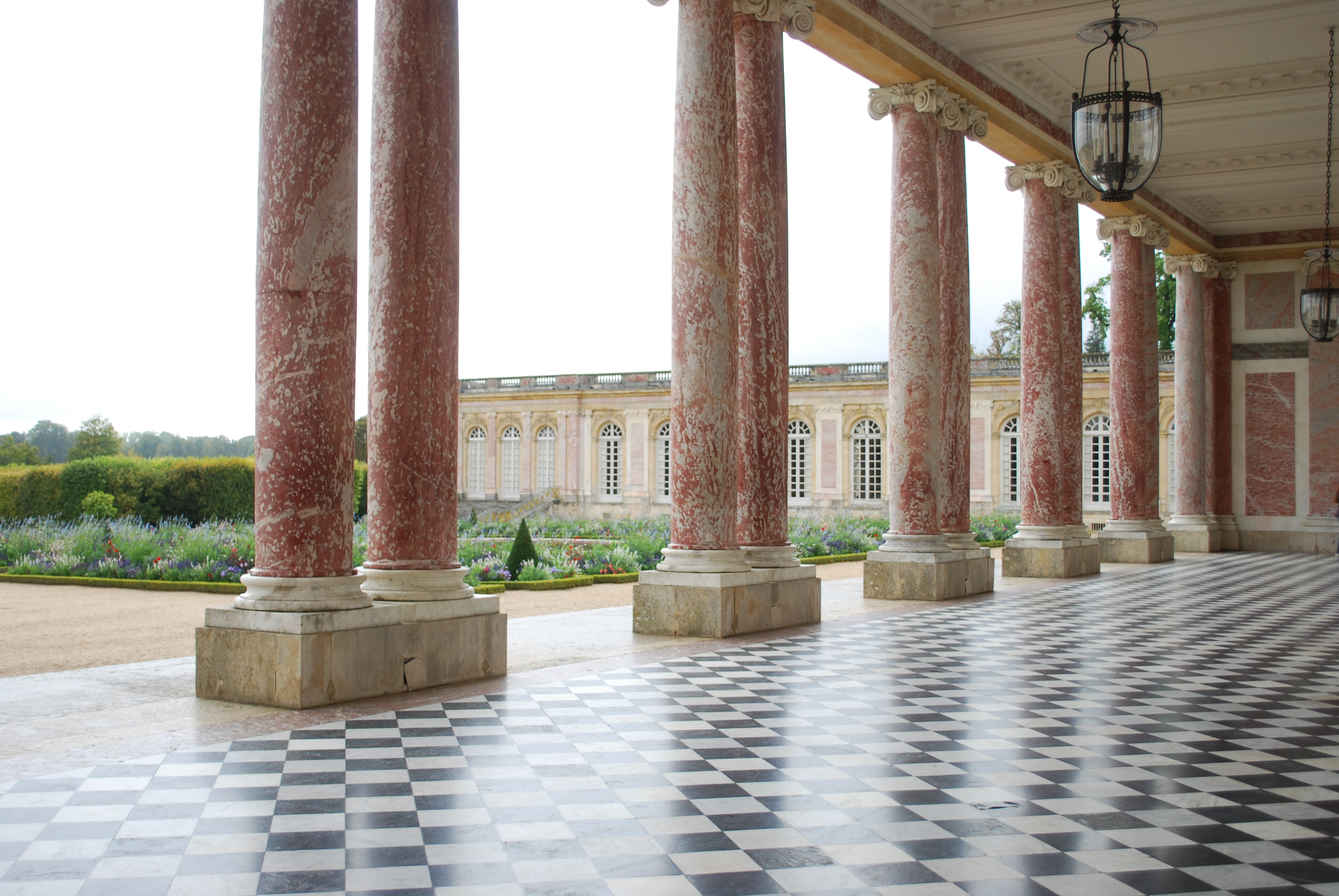
Вид из «перистиля» Большого Трианона на галерею Котелля

Все посетители появлялись в Трианоне исключительно по приглашению короля, как правило, на один день. Король регулярно устраивал ужины с целью держать двор под своим присмотром. Ночевать оставалось очень мало гостей из-за того, что количество мест, где можно расположиться на ночлег, было невелико. В последние годы своего правления Людовик XIV немного смягчил правила посещения Трианона.
Людовик XIV часто проводил здесь время со своей морганатической супругой и семьёй. В салонах Трианона бывали многие принцы королевской семьи: Великий Дофин, герцогиня Бургундская, герцог Беррийский и герцогиня Беррийская, Филипп II Орлеанский, герцогиня де Бурбон и герцогиня Орлеанская.
В марте 1717 года, уже при Регентстве, во дворце останавливался царь Пётр I.

### Дворец после Людовика XIV
Король Людовик XV не проявлял никакого интереса к Мраморному Трианону, за исключением того, что приезжал сюда охотиться. Он отослал во дворец Трианона свою супругу Марию Лещинскую, которая стала жить здесь начиная с августа 1741 года. По мнению историка Джереми Бенуа, эта идея могла возникнуть у короля после того, как родители Марии Лещинской останавливались здесь в 1740 году. Королева, несмотря на то, что жила здесь, не могла обеспечить надлежащее содержание такого большого дворца. В апреле 1747 года Шарль Франсуа Ленорман и Анж Жак Габриэль выполнили обследование дворца, после которого в Трианоне отремонтировали кровлю и заменили некоторые разрушившиеся архитектурные элементы.
Не имея более места уединения и подталкиваемый своей фавориткой маркизой де Помпадур, король Людовик XV решил в 1749 году вернуть себе Трианон. Он распорядился построить Французский павильон с птичником и регулярным парком. Заказ получил Бернар де Жюссьё. В 1753 году в комплексе Трианона, неподалёку от Французского павильона, появился Прохладный салон. Наконец, именно после строительства Малого Трианона, в период между 1761 и 1768 годами, за Мраморным Трианоном окончательно закрепилось название Большой Трианон.
27 апреля 1774 года король, остановившийся в Большом Трианоне, отправился на охоту, но, внезапно почувствовав слабость, был вынужден вернуться. Через тринадцать дней он скончался.
Людовик XVI, подобно деду, не уделял дворцу внимания. Мария-Антуанетта предпочитала Малый Трианон Большому, несмотря на то, что она устроила несколько театральных представлений в галерее Котелля. Во время Французской революции оба Трианона пришли в упадок (в особенности Малый Трианон), приняв в своих стенах целую череду балов и празднований.
Только в период Первой империи к обоим Трианонам вернулась былая значимость. В 1805 году Наполеон I поручил выполнить реставрацию обоих комплексов. В начале строители соскоблили штукатурку и заделали трещины. В 1808 году произвели более существенные работы. Проект удвоения крыла, проходящего справа от курдонёра, не закончили, как и не смогли выполнить объединение двух Трианонов. Вместо этого проёмы в перистиле были закрыты витражами, чтобы устранить сквозняки, которые не переносила Императрица, привели в порядок все внутренние помещения, камины выложили плитками и обновили паркет. С 1809 по 1810 год дворец меблировали заново. Император часто останавливался в Трианоне в период между 1809 и 1813 годами. Чтобы обеспечить его безопасность и устроить прямой проезд в Трианон (без необходимости проходить через большой дворец), построили новые ворота для подъезда к переднему двору и два павильона для охраны, в которых можно было разместить до 50 человек.
При Людовике XVIII в Большом Трианоне не предпринимали никаких изменений, за исключением установки императорской символики. 31 июля 1830 года король Карл X остановился в Трианоне на несколько часов, перед тем как отправиться в изгнание. В период с 1830 по 1848 год Мария Амалия Неаполитанская, супруга короля Луи-Филиппа I, поручила обновить дворец, чтобы можно было в нём жить, и здесь же 17 октября 1837 года она выдала свою дочь Марию Орлеанскую за Александра Вюртембергского. Подобно своему предшественнику, Луи-Филипп I также сделал остановку в Трианоне по дороге в ссылку, 24 февраля 1848 года.

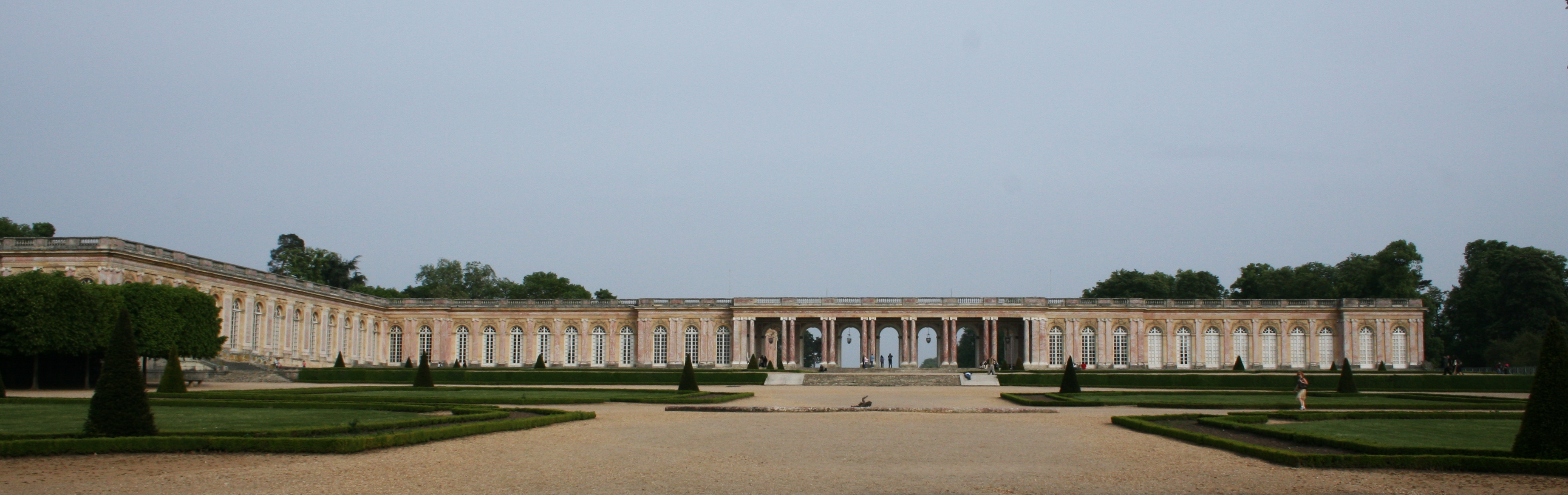
Большой Трианон и галерея Котелля слева. Вид со стороны партера.

### Дворец Республики
В 1873 году в галерее Трианона прошёл судебный процесс над Франсуа Ашилем Базеном; военный совет (аналог последующих военных трибуналов) возглавлял Генрих Орлеанский. Маршал Франции обвинялся в неисполнении своих обязанностей и в сдаче германской армии более 150 000 французских солдат и первоклассной крепости.
Уже после заключения Версальского договора и Сен-Жерменского договора, подписанных в 1919 году, в Большом Трианоне 04 июня 1920 года состоялось заключение Трианонского договора, разделившего Балканы и завершившего Первую мировую войну.
В 1959 году Шарль де Голль рассматривал возможность объявить Большой Трианон президентской резиденцией. Однако связанные с этим затраты оказались слишком велики: по смете, составленной в 1961 году, на восстановление здания и его обстановку требовалось 20 миллионов французских франков. Программный закон в целях восстановления был вынесен на голосование 31 июля 1962 года и, начиная с 1963 года, здание было реставрировано архитектором Марком Салте и заново меблировано Джеральдом Ван дер Кемпом. После этого здание используется для государственных официальных приёмов, устраиваемых от имени Президента Франции. Также здесь проходил саммит Большой семёрки в 1982 году, и гости президента размещались в крыле Лесного флигеля Трианона.

## План дворца

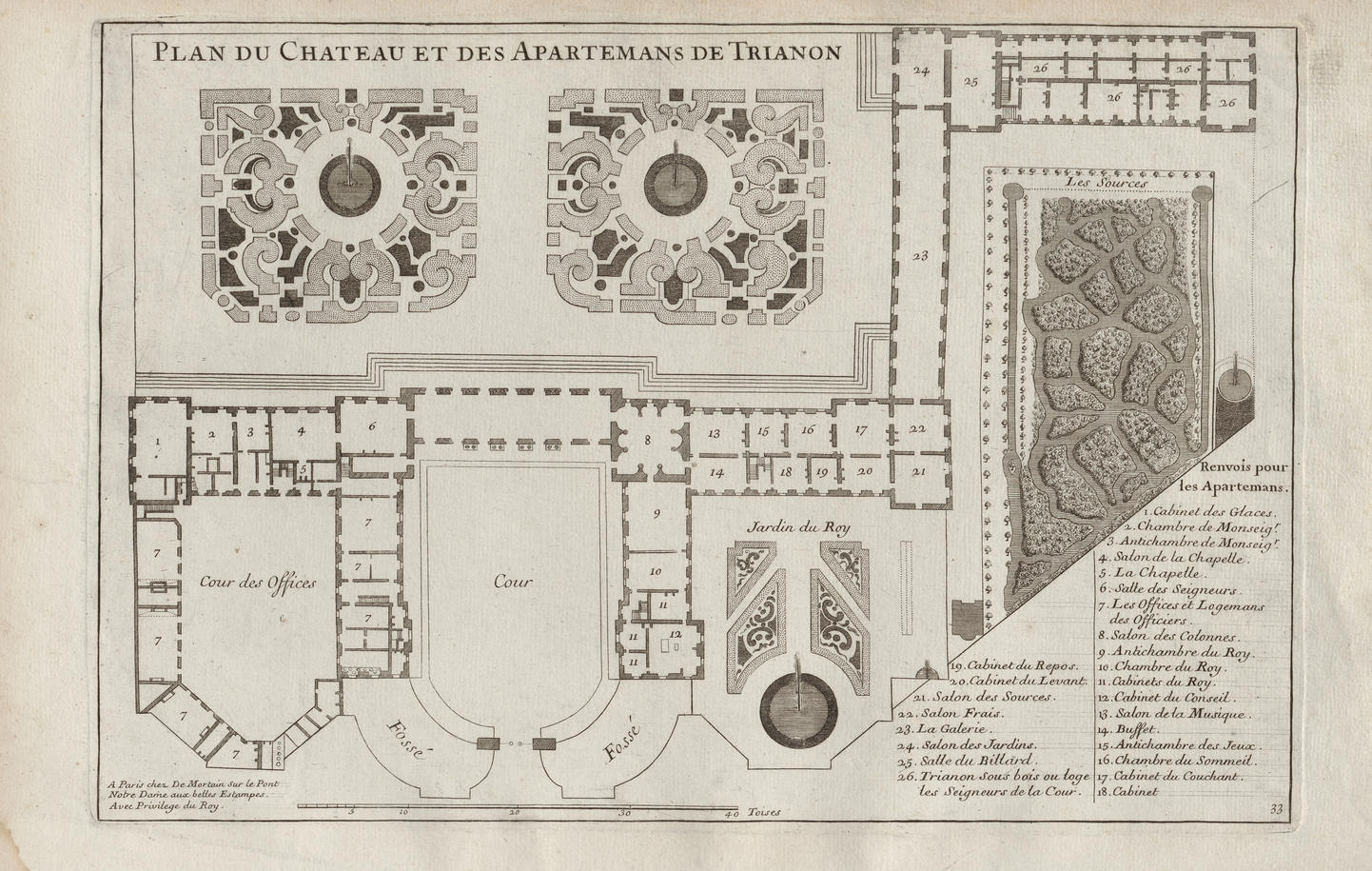
План Большого Трианона по состоянию на конец правления Людовика XIV

Проект нового Трианона был начерчен первым королевским архитектором Жюлем Ардуэн-Мансаром с учётом пожеланий Людовика XIV, а строительство велось под наблюдением Робера де Кота и самого короля. Большой Трианон построен в стиле французского классицизма при сильном влиянии итальянских течений с преобладанием розовой гаммы.
Входя в курдонёр Большого Трианона, проходим через низкую решётку ограждения; справа расположено северное крыло, слева — южное. Комплекс зданий покрыт плоской крышей, спрятанной за балюстрадой. В облицовке стен использован белый камень, камень из Сен-Лё (Пикардия); пилястры выполнены из лангедокского розового мрамора (месторождение Кон-Минервуа). В глубине двора видна лоджия, подчёркнутая восемью колоннами, выполненными из зелёного и красного пиренейского мрамора (месторождение Кампан); лоджия связывает северное и южное крыло; такая открытость была навязана Людовиком XIV ещё на начальной стадии подготовки проекта, и он назвал эту лоджию «перистилем», хотя это и некорректно с архитектурной точки зрения. В период с 1687 по 1701 год лоджия была закрыта со стороны двора высокими стеклянными дверьми. Служебный двор расположен за южным крылом. За стеной справа скрывается небольшой Сад короля, куда выходят окна апартаментов мадам Ментенон и апартаменты короля, которые Людовик XIV занимал в Трианоне в период после 1703 года. От северного крыла перпендикулярно отходит крыло, в котором устроена галерея Котелля. Наконец, следующее крыло, расположенное перпендикулярно к галерее, названо Лесным флигелем Трианона. Архитектура Лесного флигеля в корне отличается от всего остального здания. В нём спланированы дополнительные апартаменты.
Наполеон I сделал Большой Трианон одной из своих резиденций, его некоторые залы заново обставили и часть из них сменила название (Родниковый салон мадам Ментенон, например, стал Топографическим кабинетом Императора; Малахитовый салон получил наименование по размещённым в нём украшениям, подаренным Александром I Наполеону), а другие подверглись более существенным изменениям).

### Апартаменты Императрицы
Залы в этой части южного крыла занимал король Людовик XIV в период с 1691 по 1703 год. В 1703 году монарх уступил эти апартаменты своему сыну, Великому Дофину, переехав в северное крыло Большого Трианона.

#### Спальня Императрицы
Являясь спальней короля-солнце, этот салон сохранил своё оформление, в котором имеются коринфские колонны и красивая скульптурная мозаика на деревянных стенных панелях. Впоследствии этот салон стал спальней герцогини Беррийской, и доставленная для неё мебель сохранилась вплоть до наших дней. Исключением является кровать, которая, прежде чем попасть сюда, находилась во дворце Тюильри в покоях Наполеона и на которой в 1824 году скончался его преемник Людовик XVIII. В Большой Трианон эту кровать перевезли для супруги короля Луи-Филиппа I, Марии Амалии. Она стала последней жительницей Большого Трианона.

#### Зеркальный салон
В период, когда эти апартаменты занимал Людовик XIV, помещение служило Залом Совета. Расположенный в самом углу южного крыла, этот салон имел самые замечательные виды на Большой канал, на парк и на Версальский дворец, а благодаря декору из зеркал он считался самым красивым в южном крыле. Этот салон, как и почти весь Большой Трианон, сохранил своё первоначальное оформление интерьера, однако его мебель была продана в эпоху революции и Наполеону пришлось поставить новую. В период с 1810 по 1814 год здесь располагался Большой кабинет второй супруги Наполеона, императрицы Марии-Луизы.

#### Салон Часовни
В салоне Часовни (освящённой 29 августа 1688 года), расположенном в южном крыле, в наше время представлены портреты Людовика XV и Марии Лещинской в полный рост работы Жана Батиста Ван Лоо. Углубление, которое можно заметить в стене напротив среднего окна, указывает на место расположения алтаря, не сохранившегося в наше время.

### Перистиль
Перистиль Большого Трианона — это крытая галерея с колоннами, связывающая южное крыло дворца с северным, а также двор с садами. Со стороны курдонёра галерея образована открытой аркадой, а со стороны садов — колоннадой. Изначальное название «Мраморный Трианон» возникло именно благодаря этому перистилю, пилястры которого были выполнены из мрамора.
Поначалу в проекте Жюля Ардуэн-Мансара аркада со стороны курдонёра имела деревянные двери, из-за чего со двора сад не был виден. Однако Людовик XIV уже во время строительства решил оставить арочные просветы открытыми, соединив визуально двор с садом. Аркада несёт следы такой неопределённости. Перистиль застеклили при Наполеоне I в 1810 году и это остекление существовало сто лет, вплоть до 1910 года.
Маршал Франсуа Ашиль Базен был предан здесь военному трибуналу в конце 1873 года.

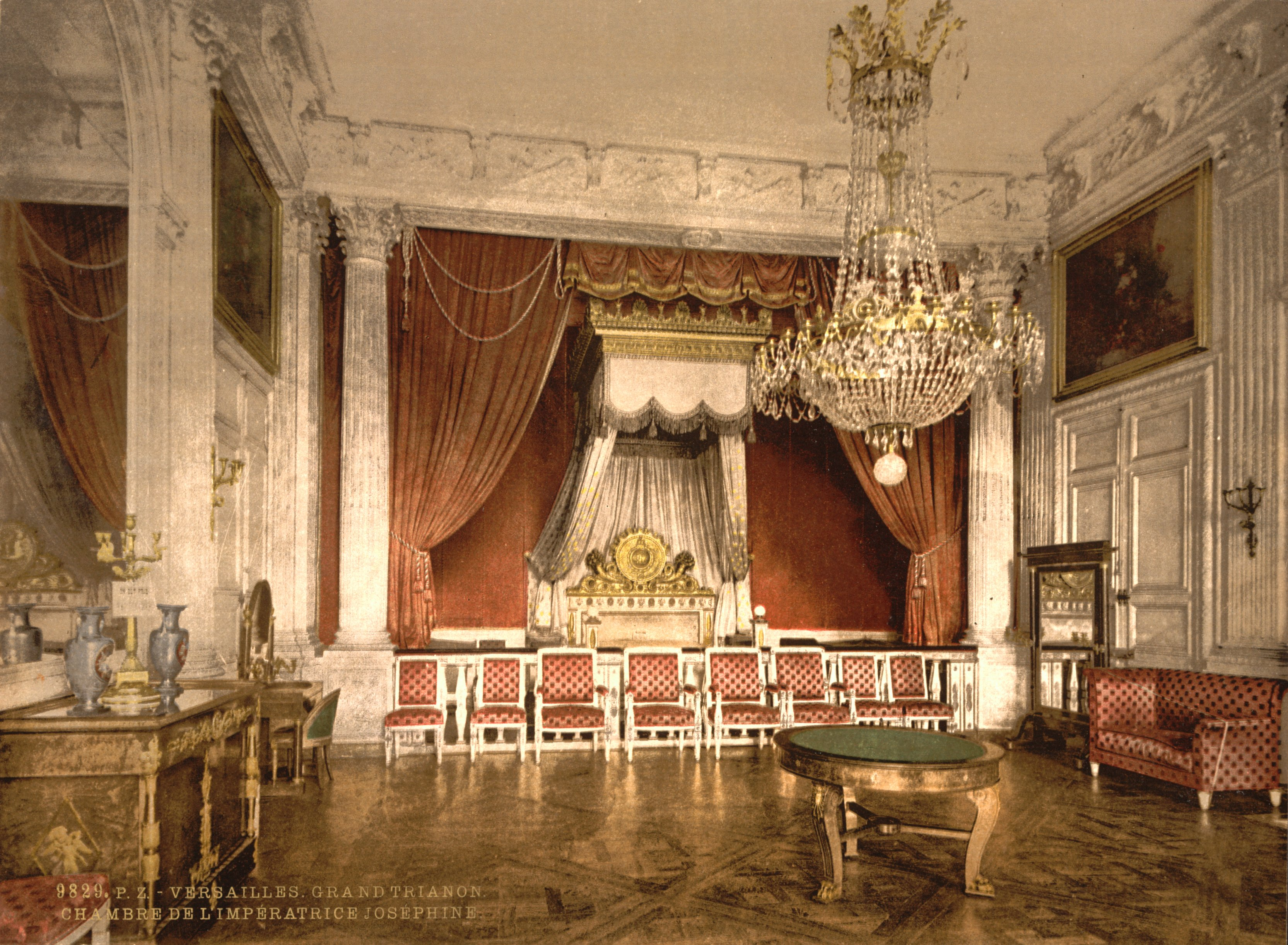
Спальня Императрицы (ок. 1900)
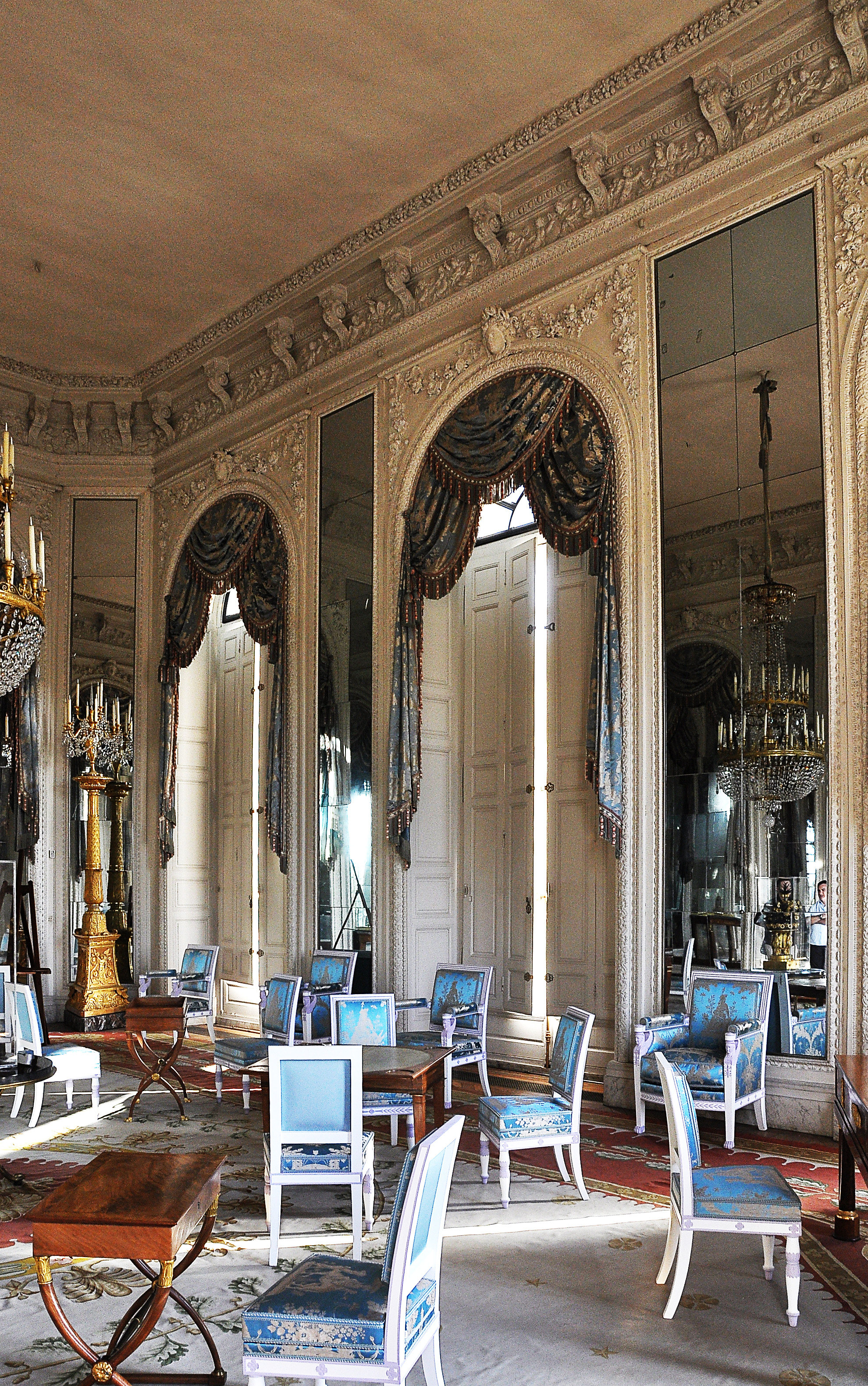
Зеркальный салон (прежде Зал Совета)
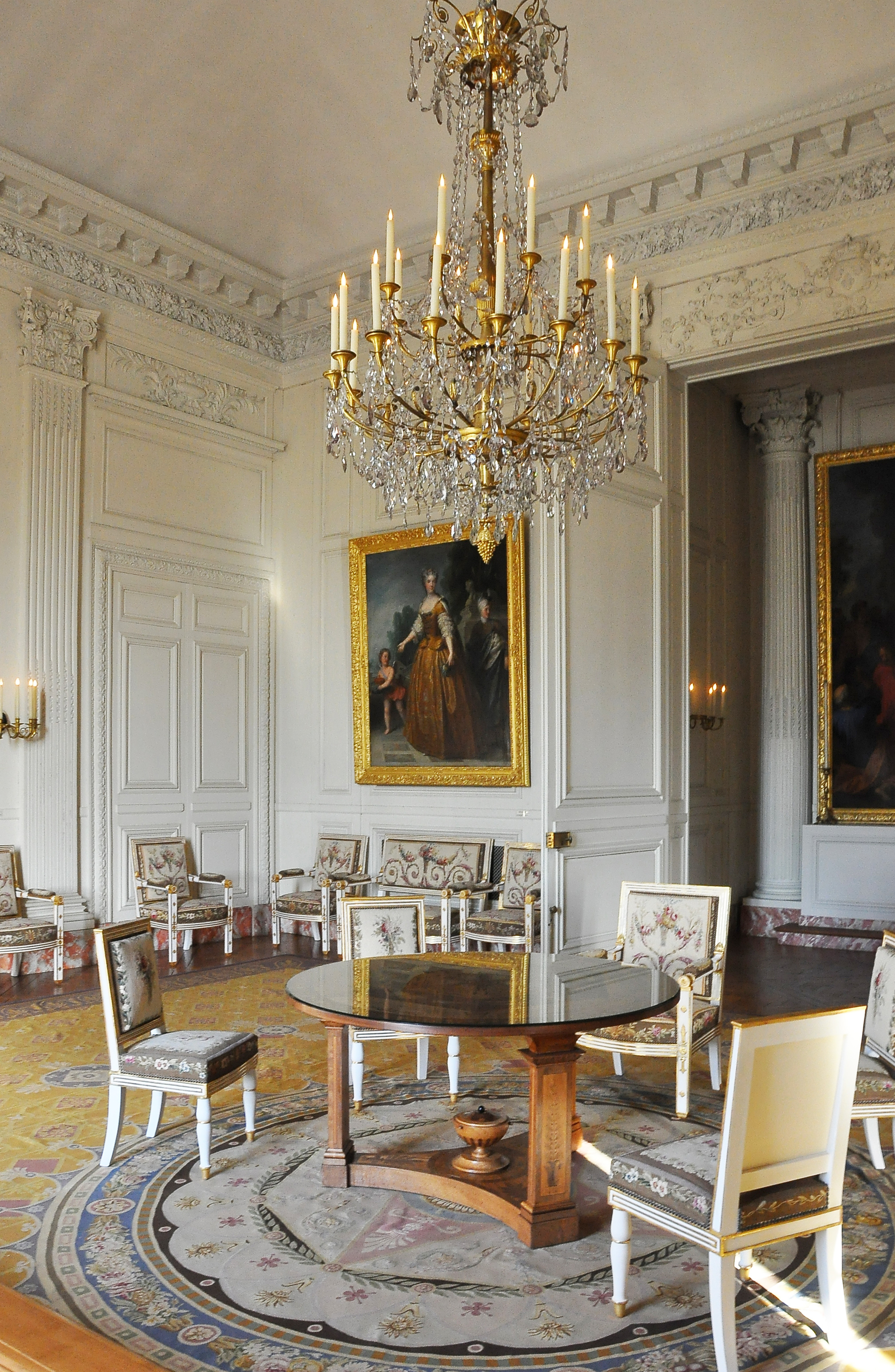
Салон Часовни с алтарным углублением
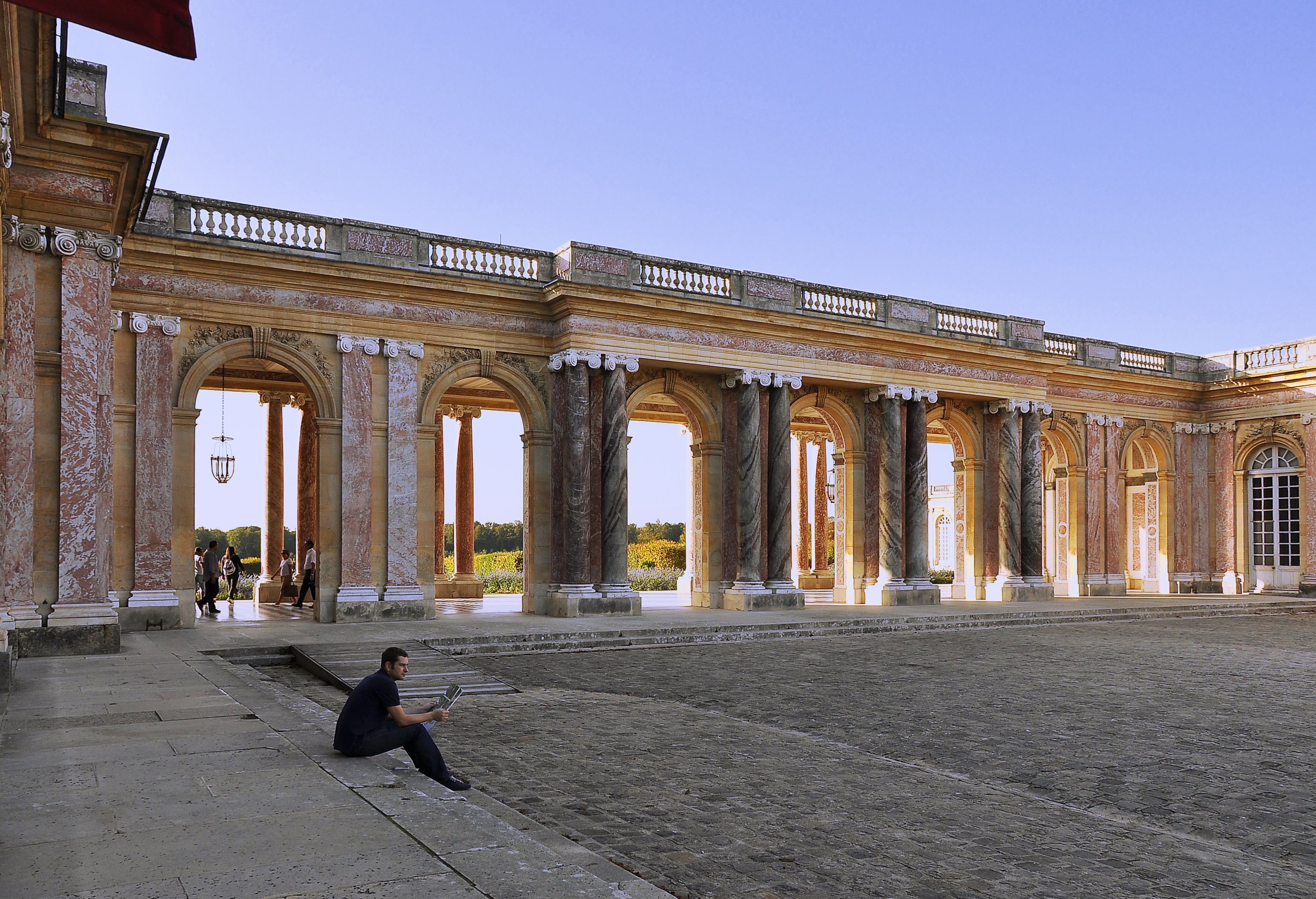
Перистиль Большого Трианона

### Главные апартаменты
Эти апартаменты король Людовик XIV занимал в течение первых трёх лет существования Мраморного Трианона — с 1688 по 1691 год.

#### Круглый салон
Этот салон также носил имя «Салон с колоннами», поскольку в этой гостиной имеется восемь колонн. Он находится в северном крыле, и в него можно попасть непосредственно из центрального перистиля. Поначалу этот салон служил проходом в главные апартаменты Людовика XIV. Внутреннее оформление, коринфские колонны, мраморный пол и картины на стенах относятся именно к этому периоду (1688—1691 годы). Справа от камина замаскирована лестница, по которой музыканты поднимались на трибуну, выходящую в следующий зал, где устраивались королевские ужины.
Эта гостиная была перепланирована в 1750 году Анж Жаком Габриэлем, и в эпоху короля Людовика XVI служила дворцовой часовней. В период Первой империи здесь было устроено караульное помещение, а при Луи-Филиппе этот салон занимали секретари.

#### Музыкальный салон
Этот салон служил передней для первых (по времени) апартаментов короля Людовика XIV. Здесь накрывался ужин короля с музыкальным сопровождением. Музыканты размещались на антресоли выше дверей; в случае хорошего настроения короля их можно было видеть, в противном случае ставни на антресоль закрывали.
В период правления Наполеона I эта гостиная служила офицерским салоном, а при Луи-Филиппе — бильярдной. В этом салоне можно видеть примечательные деревянные обшивки стен, а также стулья, украшенные гобеленами Бове.

#### Семейный салон Луи-Филиппа
Этот салон был создан по распоряжению Луи-Филиппа путём объединения двух существующих залов. Король-гражданин и его семья, любившие проводить время в Трианоне, собирались по вечерам в этой гостиной, оформленной в духе той эпохи: столики для игр и рукоделия, кресла и диваны, обитые жёлтой канителью с голубым мотивом.

#### Малахитовый салон
Название этой гостиной происходит от предметов из малахита, подаренных Наполеону русским императором Александром I и установленных в большом салоне Императора.

#### Галерея Котелля
В галерее Котелля, находящейся в северном крыле, насчитывается 11 стеклянных дверей (выходящих на южную сторону) и 5 окон (на северной стороне); из галереи можно попасть в Садовый салон. Галерея строилась в том числе и для того, чтобы беречь партеры Трианона от зимней непогоды. Галерея названа по имени художника Жана Котелля, который выполнял портреты и миниатюры для короля Людовика XIV. Его кисти принадлежит 21 из 24 полотен, представленных в галерее. На этих картинах зафиксировано состояние боскетов в садах Версаля и Трианона по состоянию на 1687 год, причём некоторые из боскетов в наше время уже не существуют. Наполеон I весьма прохладно относился к изображённым на картинах нимфам и путти и намеревался разместить здесь полотна, изображающие его воинские подвиги, но ему не хватило времени. Луи-Филипп I передал эти картины в Версаль. Только в 1913 году эти полотна вернулись в свою первоначальную галерею. В нишах в первое время установили канапе, но позже, по указанию Луи-Филиппа I, сюда перенесли два сосуда для охлаждения напитков, выполненных из лангедокского мрамора; прежде, во времена Людовика XV они находились в буфетном зале. 4 июня 1920 года здесь прошла церемония подписания мирного договора с Австро-Венгрией, ставшая заключительным событием Первой мировой войны.

#### Садовый салон
Находящийся в конце галереи Котелля, Садовый салон своими окнами выходит на Каштановый зал Трианона, а также вдали виден поперечный рукав Большого канала. В эпоху Людовика XIV в центре салона играли в портик, а впоследствии здесь установили бильярдный стол.

#### Топографический кабинет Императора
Изначально этот кабинет выходил на Родниковый боскет — небольшую рощу, через которую, петляя между деревьев, протекали ручейки, последнее создание Ленотра, исчезнувшее при Людовике XVI. Кабинет вёл в апартаменты мадам Ментенон. В деревянные панели кабинета были вставлены полотна с видами Версальских садов, где представлен прогуливающийся на кресле-каталке постаревший король Людовик XIV. В 1810 году Наполеон переделал этот салон в свой топографический кабинет, а в соседней анфиладе распорядился устроить свои малые апартаменты.

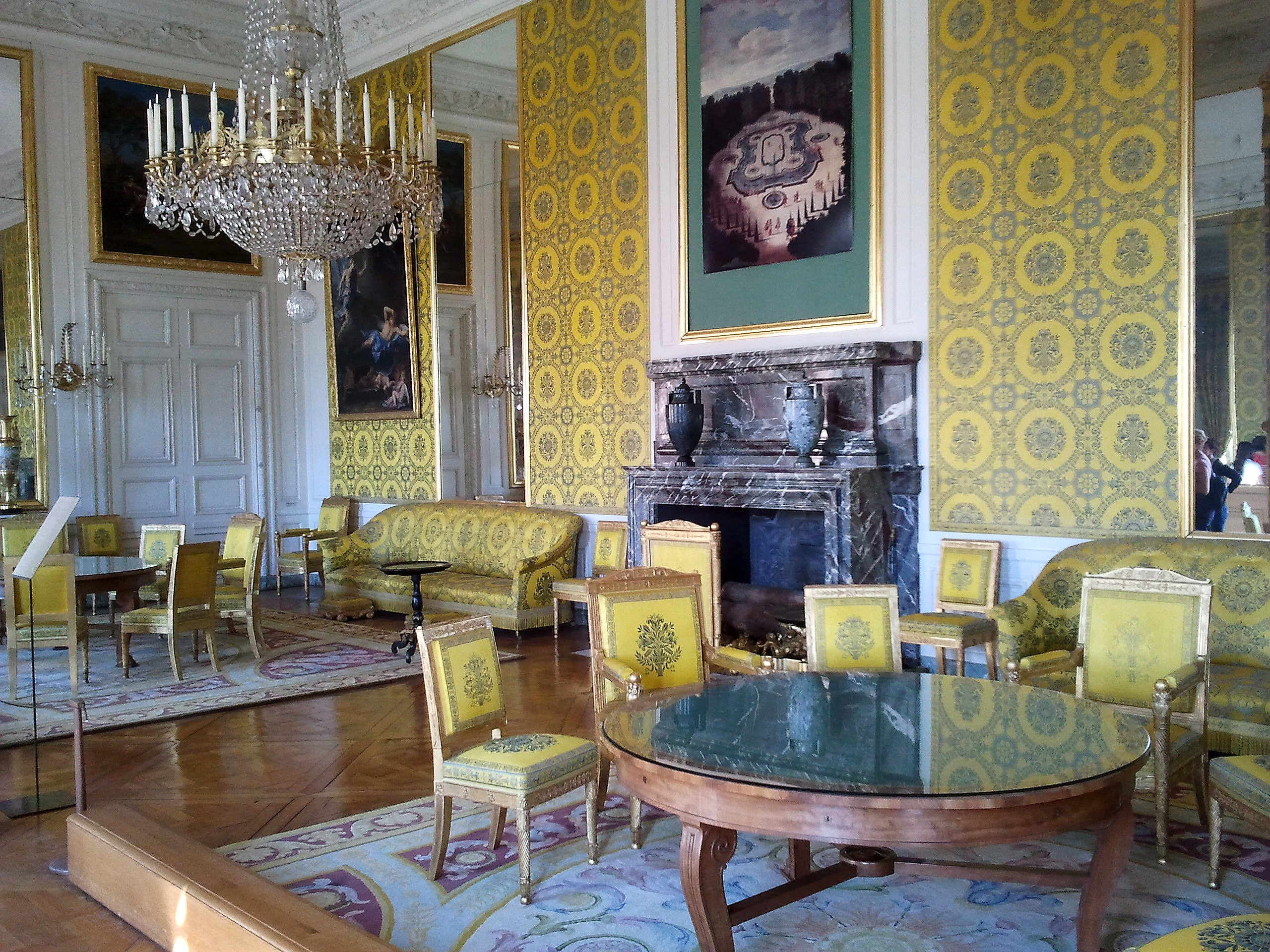
Семейный салон Луи-Филиппа
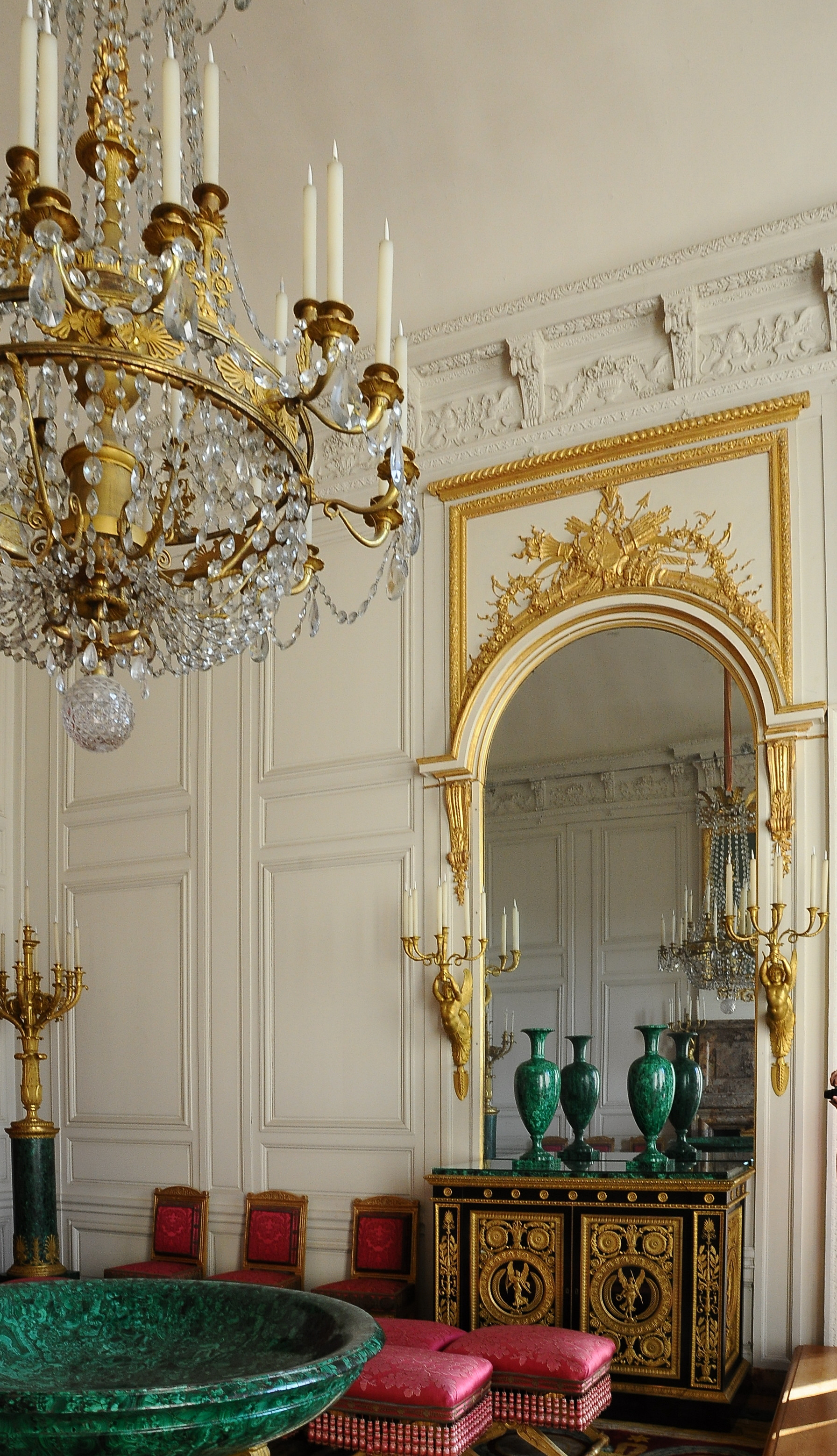
Малахитовый салон
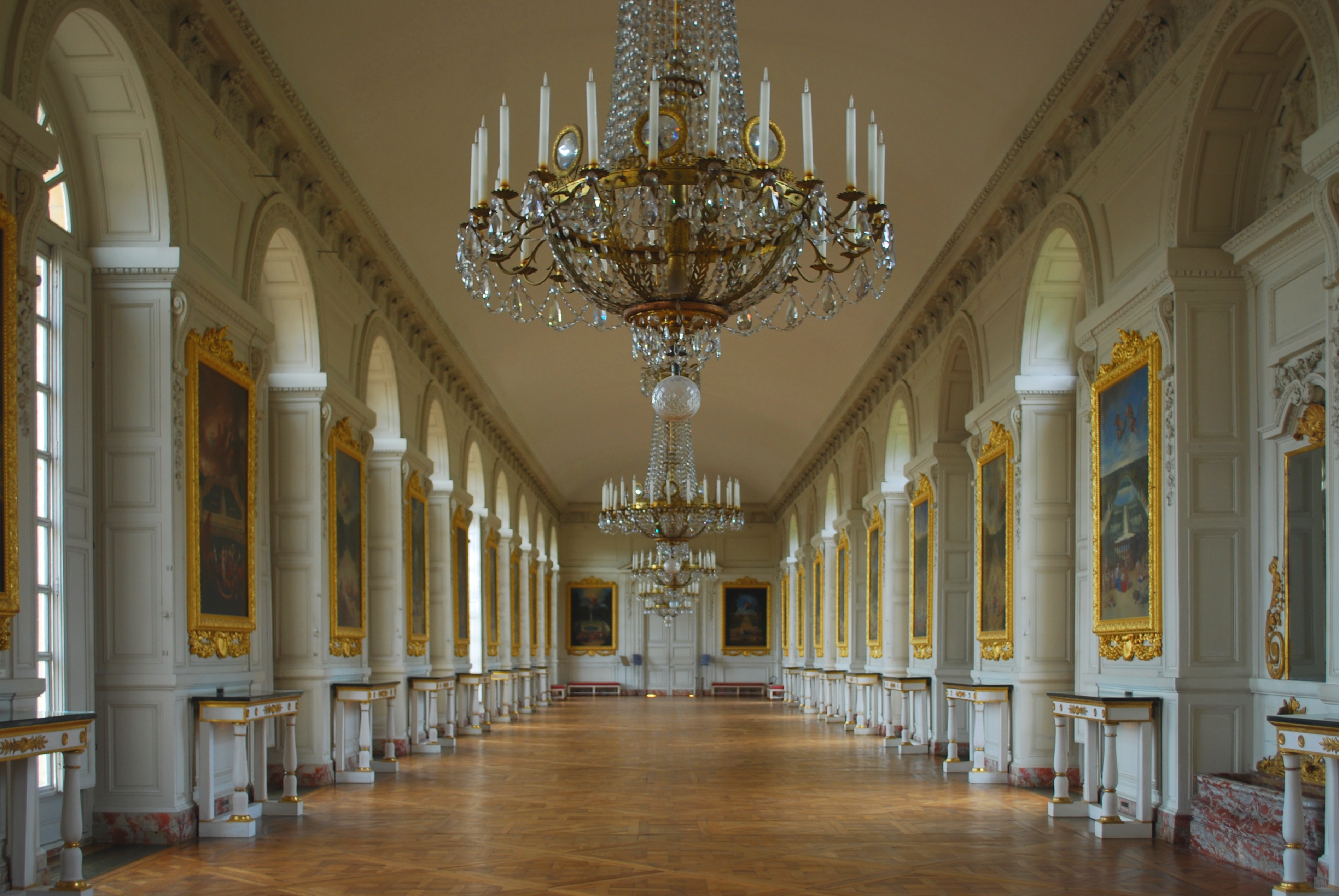
Галерея Котелля
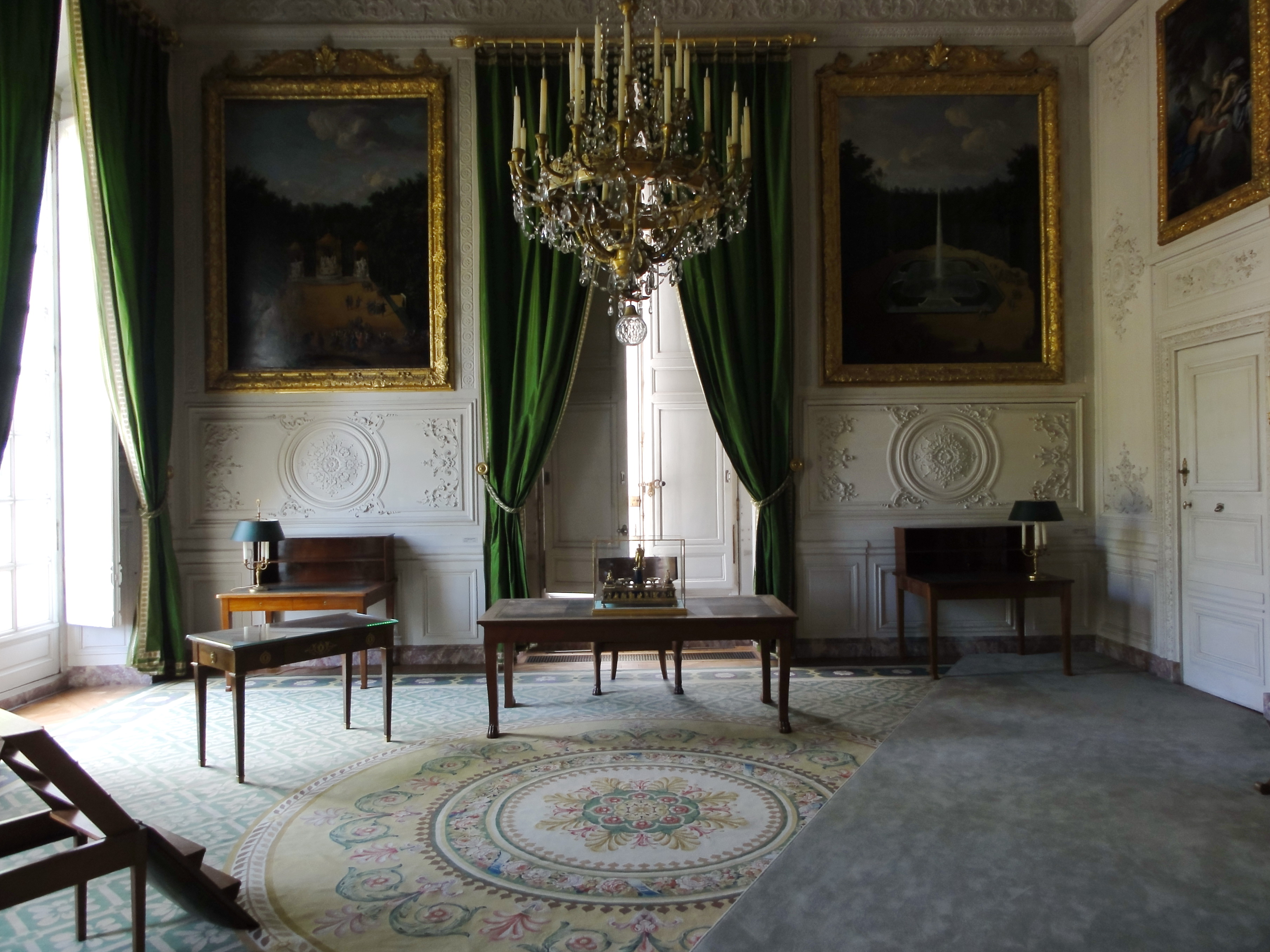
Топографический кабинет Императора

### Малые апартаменты Императора
По распоряжению Наполеона I архитекторы Шарль Персье и Пьер-Франсуа-Леонар Фонтен обустроили апартаменты из пяти комнат в северном крыле, окна которых выходили во двор. Эти помещения занимала императрица Жозефина вплоть до развода в 1809 году. После этого Наполеон обосновался в Трианоне на время, пока интерьеры Версальского дворца обновляли для размещения императорского двора, начиная с 12 июля 1811 года.
Из пяти комнат апартаментов (прихожая, спальня, личный кабинет, столовая и ванная комната) только личный кабинет был перестроен в соответствии с модой той эпохи, другие же помещения сохранили чудную смесь стиля Ампир и любимого Людовиком XV цветочного декора.

#### Спальня Императора
Спальня Императора была оформлена при Людовике XV существующей и поныне деревянной обивкой. Она была обставлена в стиле Ампир и там же воссозданы красивые шёлковые ткани из светло-жёлтого муара, с мотивами из лиловой и серебристой парчи. Их выткали в Лионе в 1807 году для Жозефины и потом, в 1809 году, заново использовали здесь для Наполеона.

#### Столовая
Свою актуальную форму это помещение обрело при Людовике XV, когда вместе с частью будущего личного кабинета императора являлось Буфетным залом. Актуальное оформление было выполнено при Наполеоне I, в эпоху правления которого эта комната стала столовой, где император завтракал.

### Лесной флигель Трианона
Лесной флигель Трианона — крыло, примыкающее к Большому Трианону с севера. Этот любопытный элемент дворца выполнен целиком из песчаника, демонстрируя будущее охлаждение к мрамору; его формы в целом более соответствуют стилю Людовика XVI. Жан-Мари Перуз де Монкло назвал этот флигель «непризнанным шедевром Ардуэна-Мансара».
Изначально его строили, чтобы устранить нехватку места в Большом Трианоне. Строительство завершили не позже 1708 года и в последние годы правления короля-солнца здесь разместилась его невестка принцесса палатинская вместе с сыном и его супругой герцогиней Шартрской, узаконенной дочерью монарха и мадам Монтеспан. Тут же разместили старшую сестру герцогини, ещё одну узаконенную дочь Людовика, Луизу-Франсуазу де Бурбон, позднее построившую в Париже Бурбонский дворец, проект которого, первоначально напоминавший Трианон, визировал Ардуэн-Мансар. Ещё одними представителями Орлеанского дома, обитавшими здесь, были герцог Беррийский и его скандально известная супруга.
Флигель был распланирован без устройства характерной для того времени анфилады помещений; вдоль всего здания проходил коридор с окнами, выходящими в сад, и этот коридор соединял все помещения флигеля.
Бильярдный салон эпохи Людовика XIV при Луи-Филиппе преобразовали в часовню. 17 октября 1837 года там проходила свадебная церемония второй дочери Луи-Филиппа Марии Орлеанской и Александра Вюртембергского. Колонны алтаря часовни происходят из боскета Купольных павильонов, а витраж, изображающий Успение Девы Марии работы Пьера Поля Прюдона, был изготовлен по заказу на Севрской мануфактуре.
В 1963 году Шарль де Голль распорядился привести в порядок помещения флигеля, чтобы устроить здесь резиденцию Президента Французской Республики и его гостей. Здесь он разместил письменный стол, названный «бюро генерала». Приём гостей Президента проводился здесь вплоть до 1992 года, а в 2009 году эти помещения вернули в распоряжение «Общественного учреждения замка, музея и национального достояния Версаля». Ныне кабинет генерала де Голля также демонстрируется публике.

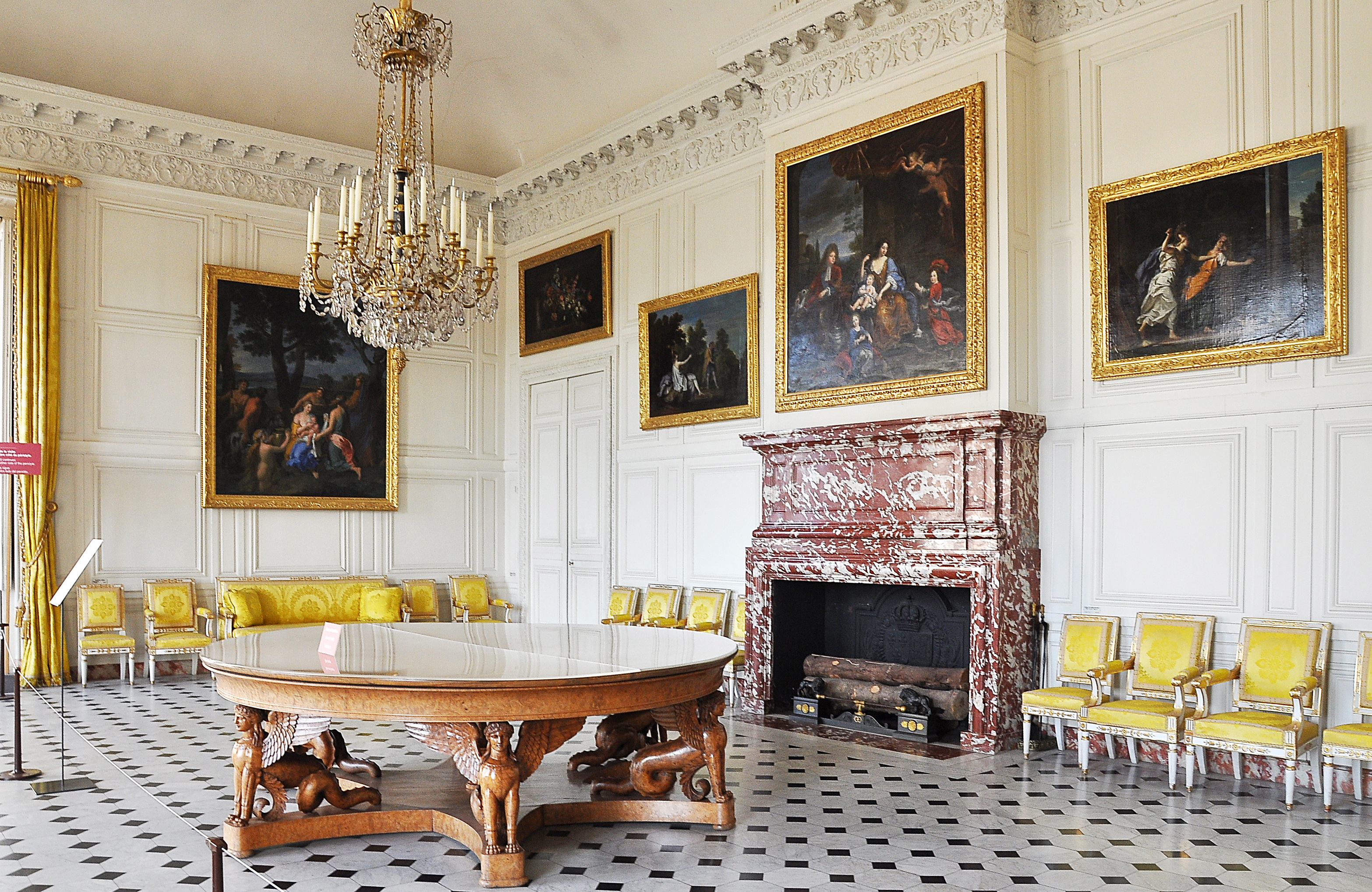
Прихожая малых апартаментов Императора
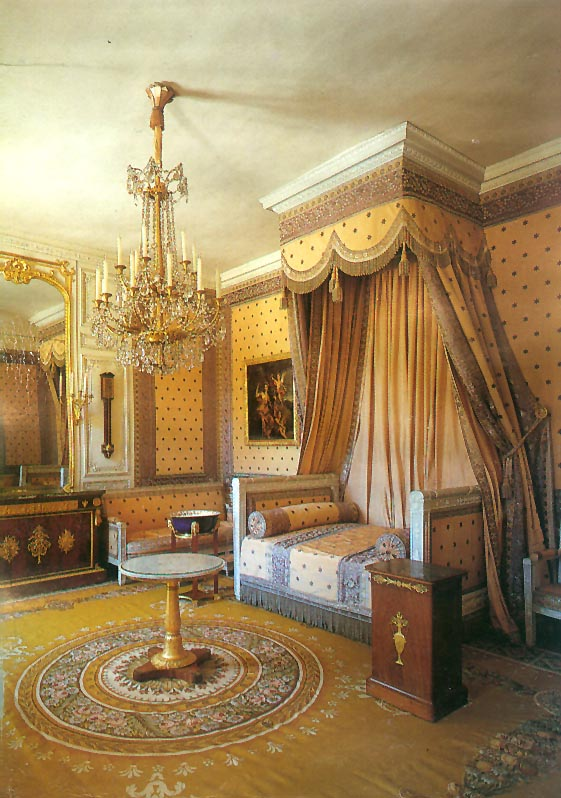
Спальня Наполеона I в малых апартаментах
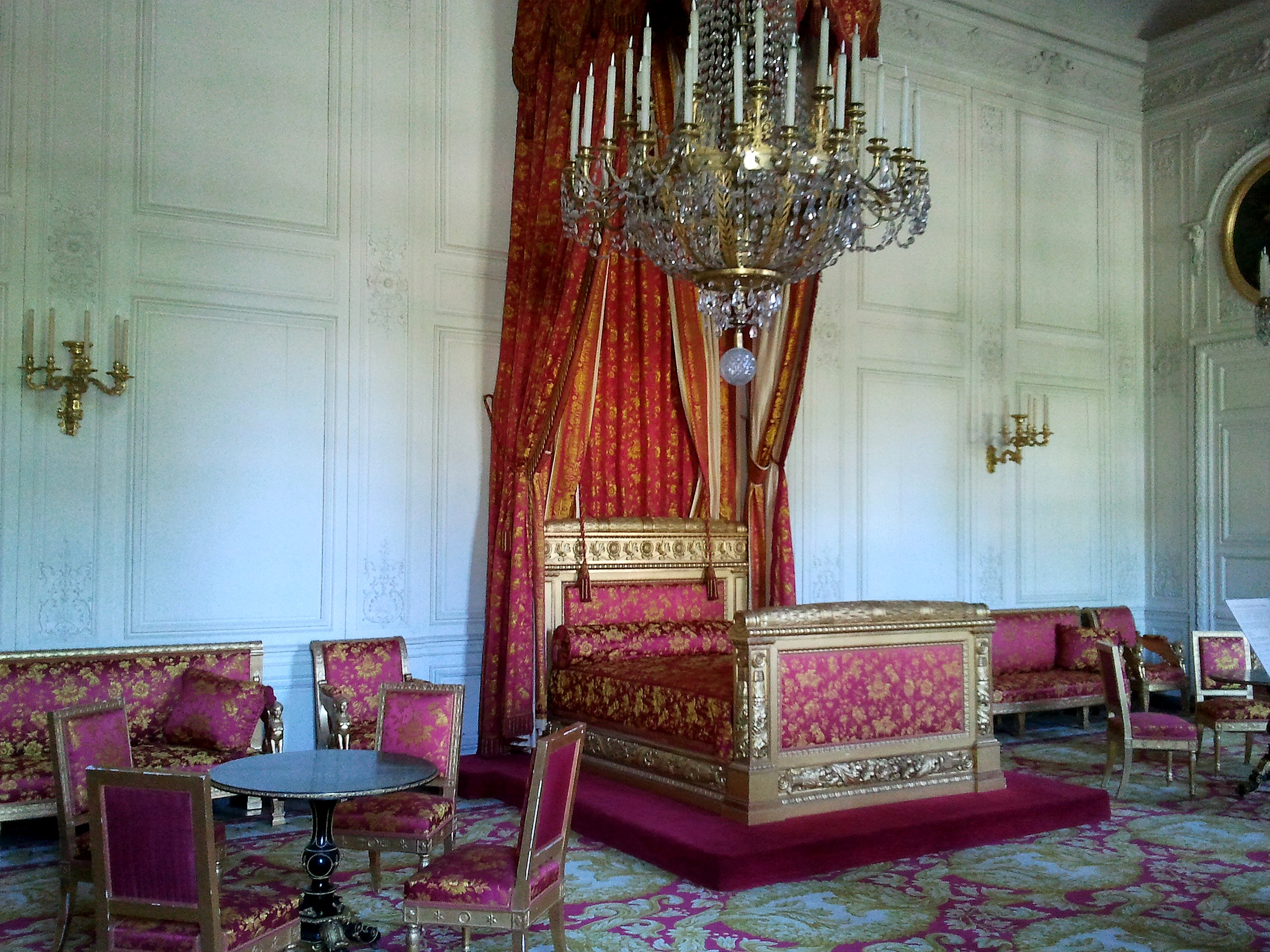
Спальня бельгийской королевы
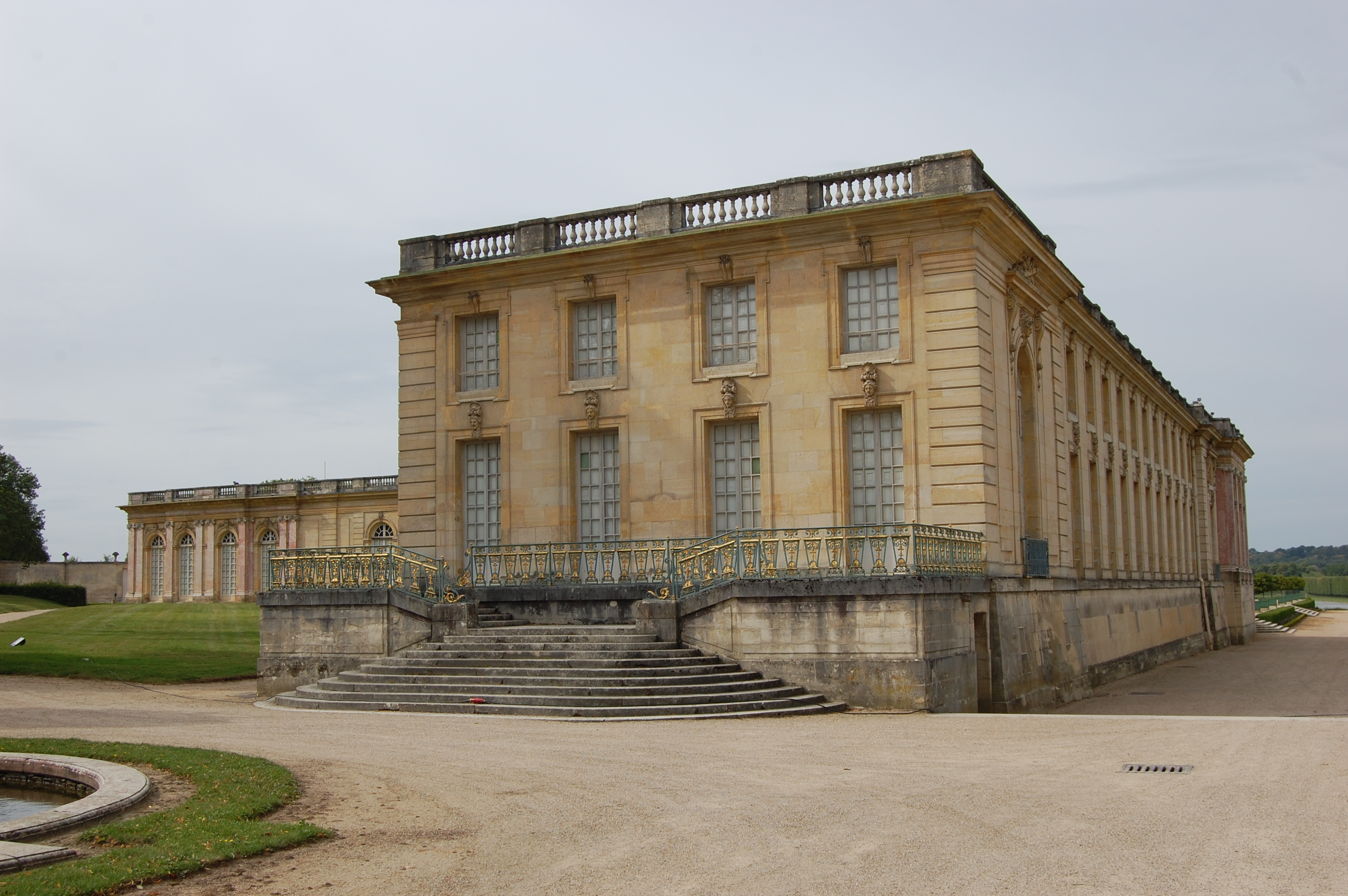
Лесной флигель Трианона

## Оформление интерьера
Интерьеры Большого Трианона стали шагом вперёд, демонстрируя постепенный отказ от принципов большого стиля и первые признаки стиля, который позднее назовут стилем Регентства. Буйство красок Больших покоев Короля в Версальском дворце уступило место более сдержанному цветовому решению: излюбленному уже в XVIII веке белому с золотом (в силу финансовых проблем золочение не везде было выполнено и декор остался белым). Рельеф лепки становится менее выпуклым, триумфальные ноты в декоре замещаются пасторальными и отвлечённо-растительными мотивами.

### Картины

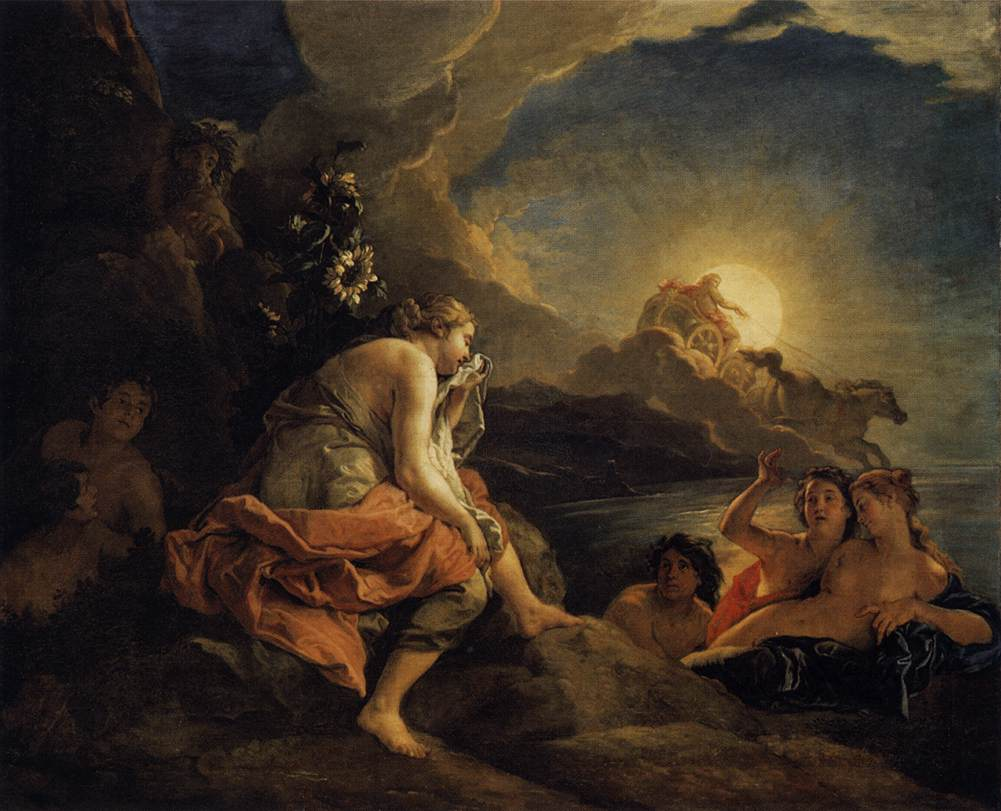
Страдающая Клития кисти Шарля де Лафосса, 1688

Обустройство Большого Трианона послужило причиной одного из самых крупных заказов работ станковой живописи, поскольку по заказу Людовика XIV для дворца было создано около 160 полотен в период с 1688 года и до его смерти.
Половину этих работ составляют картины на мифологические темы, а также 50 пейзажей, 30 натюрмортов и 5 работ на религиозные темы.
В числе мастеров, выполнивших эти заказы, были Франсуа Вердье, Рене-Антуан Уасс, Антуан Куапель, Жан Жувене, Шарль де Лафосс.

## Сады Трианона

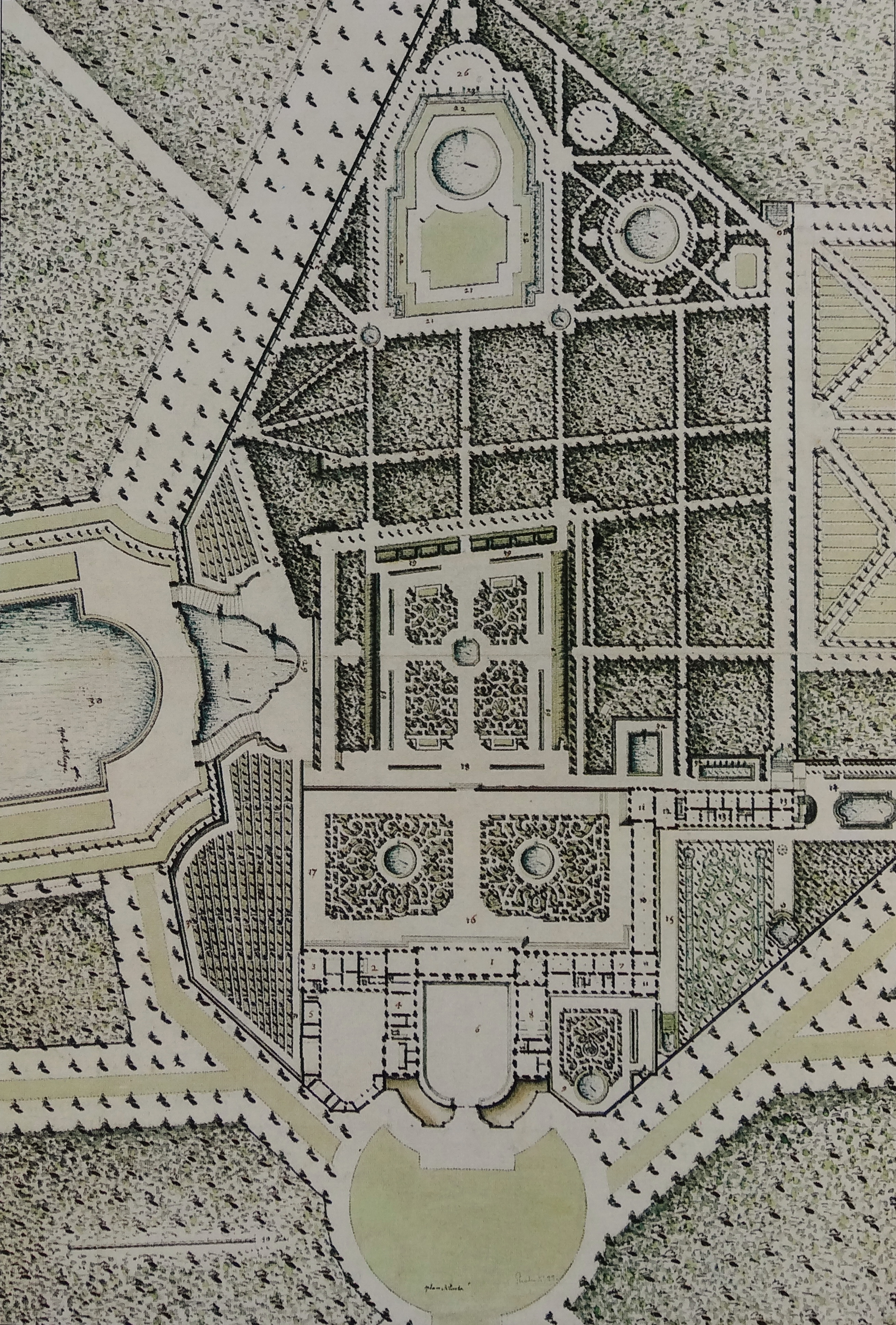
План Мраморного Трианона и его садов (до 1700 г.)

Ещё в период строительства Фарфорового Трианона король Людовик XIV взял на службу садовника Мишеля II Ле Буто, украсившего партеры растениями, которые были высажены в горшках, чтобы ежедневно создавать новый цветущий и пахнущий спектакль, терзая гостей сомнениями. В 1743 году Анж Жак Габриэль сообщил королю Людовику XV о том, что более 900 000 горшков использовано для оформления партеров; по словам Ленотра, это количество возросло до 2 миллионов. Таким образом садовники содержали около 96 000 растений для разнообразия флористического представления по желанию короля. В этот «сад Флоры», по воспоминаниям очевидцев Фарфорового Трианона, проникли конские каштаны, что стало исключительным случаем для той эпохи, как и выращивание цитрусовых деревьев в открытом грунте (подвиг для той эпохи), закрываемых на зиму стеклянными ящиками.
Сады Трианона значительно отличались от садов Версаля: при всей пышности, решение их более камерно. В ходе строительства Мраморного Трианона Андре Ленотр разметил в садах геометрические фигуры, разделив их на зелёные секции, огороженные решётчатой оградой, частично сохранив при этом несколько партеров Мишеля II Лебуто. Сады были завершены уже после его смерти архитектором Жюлем Ардуэн-Мансаром, который в 1702 году в конце аллеи, ныне отходящей от углового ризалита Лесного флигеля, соорудил небольшой, отделанный цветным мрамором каскад «Водный буфет» в формах ушедшего барокко. Также в этот период он создал новые боскеты и газоны. Ему же принадлежит решение бассейна «Зеркало» (другое название «Плафон»), лежащего по оси перистиля в зелёной заглублённой раме газона. Сохранена была только гордость Ленотра, Родниковый боскет, располагавшийся в углу между галереей Котелля и Лесным флигелем.
Сады Большого Трианона являются геометрически правильным садом в регулярном стиле. Их площадь составляет 23 гектара, огороженных стеной длиной в 2,2 километра, а общая длина дорожек и аллей равняется 8 километрам. Они представляют собой сад в миниатюре, изящно размеченный, внутри большого Версальского парка. В отличие от последнего, в садах Трианона сохранилось очень мало гидравлических устройств, за исключением ступенчатого водного бассейна. Сады являются исключительно, и это их главная черта, ландшафтной композицией, образованной аллеями, растениями и скульптурами. Сады полностью окружены стеной, но это не мешает перспективе — здесь устраивали первые эксперименты со рвами и аха.
Имея очень мало искусственных объектов, сады Трианона требовали намного больше усилий для поддержки своего состояния, чем сады Версаля. Поэтому постепенно их забросили и перестали вспоминать. Прирученные растения, образовавшие суть сада, одичали, а злополучный ураган декабря 1999 года окончательно стёр немногие следы остававшихся культурных насаждений.
Восстановительные работы садов Трианона, начатые в 2003 году, включали анализ множества исторических документов, по которым удалось восстановить последовательность ландшафтных сегментов, из которых состоял первоначальный проект. Множество геометрических форм — треугольник, полукруг, восьмиугольник — были связаны между собой грабовыми аллеями.
Одним из первых был восстановлен треугольный сектор, содержащий двойную живую изгородь с прорезанными «окнами», через которые можно видеть цитрусы в кадках, выставляемые в тёплое время на открытый воздух. По преданию, при планировании сада Ленотр применил особый приём: в оградах, окружающих секторы сада, были оставлены разрывы, но не для прохода, а чтобы создать неожиданные видовые перспективы. Благодаря этим приспособлениям взоры гуляющих неожиданно оказывались вне сада.
Тем не менее проводимая реставрация не позволит воссоздать точный облик оригинального садового ландшафта. Чтобы получить представление о богатстве оформления зелёных лужаек, потребуется вообразить множество высаженных в горшках цветов, временные декорации из ткани, предметы обстановки и статуи, устанавливаемые на один день.

## Место резиденции
- 1690—1703: Людовик XIV

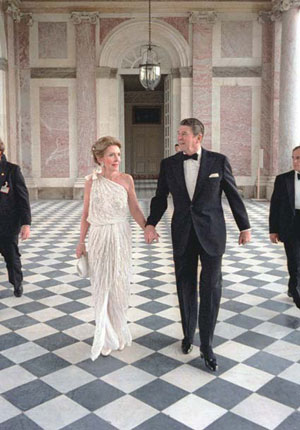
Чета Рейганов в Большом Трианоне (фото из Библиотеки Президента)

- 1703—1711: Великий Дофин, сын Людовика XIV
- 1717: Пётр I, будущий Император Всероссийский
- 1740: Мария Лещинская, супруга короля Людовика XV
- 1810—1814: Мария-Луиза Австрийская, супруга Наполеона I
- 1830—1848: Мария Амалия Неаполитанская, супруга Луи-Филиппа I

Начиная с 1963 и до 1992 года Большой Трианон служил государственной резиденцией, где размещались главы зарубежных государств во время их официальных визитов во Францию:
- Ричард Никсон (США) в марте 1969 года.
- Леонид Брежнев (СССР) 30 октября 1971 года.
- Елизавета II (Великобритания) в мае 1972 года.
- Михаил Горбачёв (СССР) в октябре 1985 года.
- Борис Ельцин (Россия) 5 февраля 1992 года[22].

## Большой Трианон в кинематографе
В искусстве слово «Трианон» употребляется для обозначения флигеля, удалённого от центральной королевской резиденции.
В Большом Трианоне было снято более десятка теле- и кинофильмов:
- 1925: Наполеон режиссёра Абеля Ганса
- 1932: В саду Помпадур режиссёра Робера Каса
- 1955: Наполеон режиссёра Саша Гитри
- 1960: Любовник на пять дней режиссёра Филиппа де Брока
- 1961: Лафайет режиссёра Жана Древиля
- 2011: Шевалье де Сен-Жорж режиссёра Клода Рибба

## Комментарии
1. ↑  В эту эпоху не существовало различия между фаянсом и фарфором.
2. ↑  Согласно Мемуарам Сен-Симона.
3. ↑  Сен-Симон писал в своих Мемуарах, что Лувуа, занимавший должность государственного секретаря по военным делам, даже спланировал военный конфликт, чтобы отвлечь короля от его увлечений архитектурой и поднять степень своего влияния.
4. ↑  Фактически, вплоть до 1966 было потрачено 50 миллионов франков.
5. ↑  По своей сути это лоджия, однако Людовик XIV дал ей именно такое название.
6. ↑  Но, по некоторым источникам, сначала согласился, и лишь спустя несколько лет распорядился снять двери.
7. ↑  Указанная дата означает год съёмок.